# Strebla machadoi
Strebla machadoi är en tvåvingeart som beskrevs av Wenzel 1966. Strebla machadoi ingår i släktet Strebla och familjen lusflugor. Inga underarter finns listade i Catalogue of Life.